# Kiss Me Good-Bye (chanson d'Angela Aki)
Pour les articles homonymes, voir Kiss Me Goodbye.
Singles de Angela Aki
心の戦士 / Kokoro no Senshi
(2006) This Love
(2006)
Kiss Me Good-Bye est le troisième single d'Angela Aki. Cette chanson est l'indicatif musical de Final Fantasy XII.

## Liste des titres
| 1. | Kiss Me Good-Bye (version japonaise)                                       | Angela Aki | Nobuo Uematsu                | Angela Aki, Motoki Matsuoka | 5:13 |
| 2. | Santa Fe                                                                   | Angela Aki | Angela Aki                   | Angela Aki, Motoki Matsuoka | 4:59 |
| 3. | Aoi Kage (青い影) (Reprise de 「A Whiter Shade of Pale」 par Procol Harum) | Keith Reid | Gary Brooker, Matthew Fisher | Angela Aki, Motoki Matsuoka | 4:49 |
| 4. | Kiss Me Good-Bye -featured in FINAL FANTASY XII- (Bonus track)             | Angela Aki | Nobuo Uematsu                | Kenichiro Fukui             | 4:58 |

| 1. | Kiss Me Good-Bye                     |               |               |                             | 4:58 |
| 2. | Santa Fé                             |               |               |                             | 4:59 |
| 3. | Eyes On Me                           | Kazumi Someya | Nobuo Uematsu | Motoki Matsuoka, Angela Aki | 4:31 |
| 4. | Kiss Me Good-Bye (version japonaise) |               |               |                             | 5:13 |

| 1. | Kiss Me Good-Bye (Final Fantasy XII + Angela Aki Collaboration Music Video) |  |  |